# أولاد دليم (أولاد عامر تزمرين)
أولاد دليم هي إحدى مشيخات المملكة المغربية، تتبع جغرافيا لإقليم الرحامنة وإداريًا لأولاد عامر تزمرين. يقدر عدد سكانها بـ 3908 نسمة حسب الإحصاء الرسمي للسكان والسكنى لسنة 2004.